# Jack Oakie
Lewis Delaney Offield, conegut artísticament com a Jack Oakie (Sedalia, Missouri, Estats Units, 12 de novembre de 1903 − Los Angeles, 23 de gener de 1978) va ser un actor estatunidenc. És conegut sobretor pel seu paper de Benzini Napaloni, caricatura de Benito Mussolini, al film de Charlie Chaplin El gran dictador. Actuació qui li valdrà, el 1941, una nominació a l'Oscar al millor actor secundari.

## Biografia[1][2]
La seva família es va traslladar a Oklahoma. Aquest seria l'origen del seu nom artístic: Oakie és la manera col·loquial de denominar els oriünds d'aquest Estat. Una altra mudança familiar els instal·la definitivament a Nova York, on el jove Lewis aconsegueix treballa com a telefonista en una empresa de Wall Street. El 1920 salva la vida miraculosament en un atemptat contra l'edifici del Tresor, situat en aquest barri novaiorquès. Després de mostrar el seu talent com a còmic en una gala benèfica organitzada per la seva empresa, debuta professionalment a Broadway i cap al 1930 salta a Hollywood.
Les seves aptituds com a cantant i ballarí les contraposa amb el seu talent per a la comèdia: així aconsegueix papers, tant secundaris com protagonistes, en musicals i comèdies durant els trenta i principis dels quaranta. El seu enorme ego, així com un caràcter colèric i sovint ofensiu, li van causar molts problemes amb els grans estudis: després de ser expulsat de la RKO el 1938, es va veure forçat a unes vacances de dos anys fins que Charles Chaplin el va contractar per encarnar el dictador de Bacteria a la pel·lícula El gran dictador. Pel seu paper va ser candidat a l'Oscar. Els quaranta va fer personatges secundaris de contrapunt còmic, tot i que encara treballava amb regularitat; els cinquanta, les seves aparicions cinematogràfiques es fan esporàdiques i comença a aparèixer en televisió (en la sèrie Bonança, per exemple).

## Filmografia[4]

### Anys 1920
- 1923: His Children's Children
- 1923: Big Brother: Bit Part
- 1924: His Darker Self: Bit
- 1924: Classmates: Bit Part
- 1928: Finders Keepers
- 1928: Road House: Sam
- 1928: The Fleet's In: Searchlight Doyle
- 1928: Someone to Love: Michael Casey
- 1929: Sin Town: 'Chicken' O'Toole
- 1929: The Dummy: Dopey Hart
- 1929: Chinatown Nights: The Periodista
- 1929: The Wild Party: Al
- 1929: Close Harmony: Ben Barney
- 1929: The Man I Love, de William A. Wellman: Lew Layton
- 1929: Street Girl: Joe Spring
- 1929: Hard to Get: Marty Martin
- 1929: Fast Company: Elmer Kane
- 1929: Sweetie, de Frank Tuttle: Tap-Tap Thoompson

### Anys 1930
- 1930: Hit the Deck: Bilge
- 1930: Paramount on Parade: Mestre de Ceremonies / víctima de Fu Manchu / Instructor de gimnàstica
- 1930: The Social Lion: Marco Perkins
- 1930: The Sap from Syracuse: Littleton Looney
- 1930: Let's Go Native: Voltaire McGinnis
- 1930: Sea Legs: Searchlight Doyle
- 1931: The Gang Buster: 'Cyclone' Case
- 1931: June Moon: Frederick Martin Stevens
- 1931: Dude Ranch: Jenifer
- 1931: Touchdown: Babe Barton
- 1932: Dancers in the Dark: Duke Taylor
- 1932: Sky Bride: Alec Dugan
- 1932: Make Me a Star: Cameo
- 1932: Million Dollar Legs: Migg Tweeny
- 1932: Once in a Lifetime: George Lewis
- 1932: Madison Sq. Garden: Eddie Burke
- 1932: Uptown Nova York: Eddie Doyle
- 1932: If I Had a Million: Soldat ras Mulligan
- 1933: From Hell to Heaven: Charlie Bayne
- 1933: Sailor Be Good: Kelsey Jones
- 1933: L'àliga i el falcó (The Eagle and the Hawk): Mike Richards
- 1933: College Humor: Barney Shirrel
- 1933: Too Much Harmony: Benny Day
- 1933: Sitting Pretty: Chick Parker
- 1933: Alice in Wonderland, de Norman Z. McLeod: Tweedledum
- 1934: Hollywood Rhythm: Jack Oakie
- 1934: Looking for Trouble: Casey
- 1934: Murder at the Vanities: Jack Ellery
- 1934: Shoot the Works: Nicky Nelson
- 1934: College Rhythm: Francis J. Finnegan
- 1935: King of Burlesque: Spud Miller
- 1935: The Call of the Wild: Shorty Hoolihan
- 1935: The Big Broadcast of 1936: Spud Miller
- 1936: Collegiate: Jerry Craig
- 1936: Colleen: Joe Cork
- 1936: Florida Special: Bangs Carter
- 1936: The Texas Rangers: 'Wahoo' Jones
- 1936: That Girl from Paris: Whammo Lonsdale
- 1937: Champagne Waltz: Happy Gallagher
- 1937: El superdetectiu (Super-Sleuth): Willard 'Bill' Martin
- 1937: The Toast of Nova York: Luke
- 1937: Fight for Your Lady: Honest 'Ham' Hamilton
- 1937: Hitting a New High: Corny Davis
- 1938: Les revetlles de Radio City (Radio City Revels): Harry Miller
- 1938: The Affairs of Annabel: Lanny Morgan
- 1938: Annabel Takes a Tour: Lanny Morgan
- 1938: Thanks for Everything: Bates

### Anys 1940
- 1940: Young People: Joe Ballantine
- 1940: The Great Dictator: Benzini Napaloni (Dictator de Bacteria)
- 1940: Tin Pan Alley: Harry Aloysius Calhoun
- 1940: Little Men: William Deming també anomenat Willie the Fox
- 1941: The Great American Broadcast: Chuck Hadley
- 1941: Navy Blues: Cake O'Hara
- 1941: Rise and Shine: Boley Bolenciecwcz
- 1942: Song of the Islands: Rusty Smith
- 1942: Iceland: Slip Riggs
- 1943: Something to Shout About: Larry Martin
- 1943: Hello Frisco, Hello: Dan Daley
- 1943: Wintertime: Skip Hutton
- 1944: It Happened Tomorrow: Oncle Oscar Smith
- 1944: Sweet and Low-Down: Popsy
- 1944: The Merry Monahans: Pete Monahan
- 1944: Bowery to Broadway: Michael O'Rourke
- 1945: That's the Spirit: Steve 'Slim' Gogarty
- 1945: On Stage Everybody: Michael Sullivan
- 1946: She Wrote the Book: Jerry Marlowe
- 1948: Northwest Stampede: Mike Kirby (Clem)
- 1948: When My Baby Smiles at Me: Bozo
- 1949: Thieves' Highway: Slob

### Anys 1950
- 1950: L'últim bucaner: Sergent Dominick
- 1951: Tomahawk: Sol Beckworth
- 1956: La volta al món en vuitanta dies de Michael Anderson: Capità de l'Henrietta
- 1957: The Real McCoys (sèrie TV): 'Rightly' Ralph McCoy
- 1959: Més enllà de Rio Grande: Travis Hyte

### Anys 1960
- 1960: Perduts a la gran ciutat de Robert Mulligan: Mac, Owner of Macs Bar
- 1961: Lover Come Back: J. Paxton Miller
- 1965: Kilroy (Telefilm): Joe Kelsey

## Premis i nominacions
Nominacions
- 1941: Oscar al millor actor secundari per The Great Dictator